# 安德魯·羅布

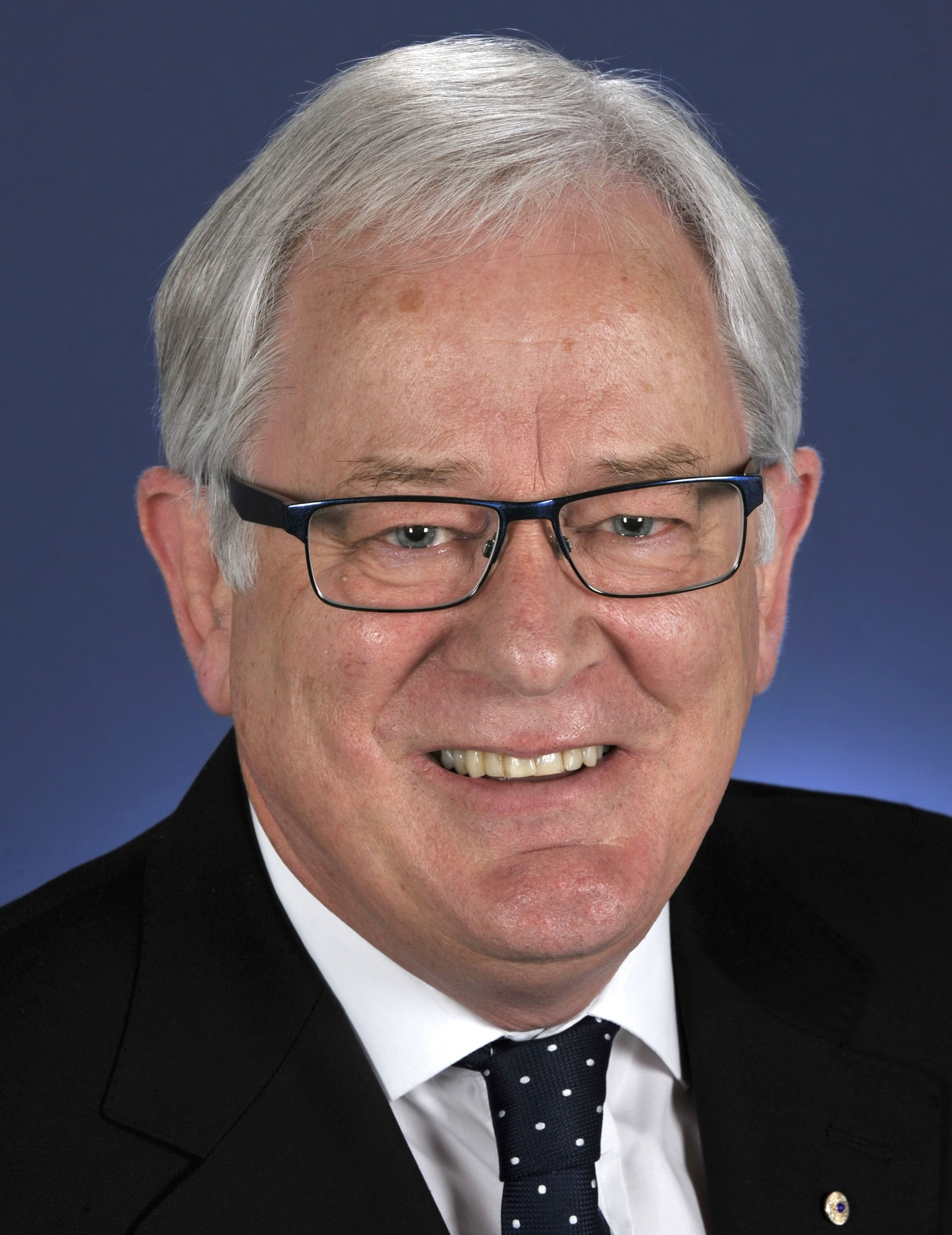
安德魯·羅布

安德魯·羅布（Andrew Robb，1951年8月20日—）是一位澳洲政治人物，他的黨籍是澳洲自由黨。自2004年開始，他是戈爾茨坦選區選出的澳大利亞眾議院的議員。2016年，他宣布不會在下次選舉中尋求連任。